# Heuvel der Kruisen

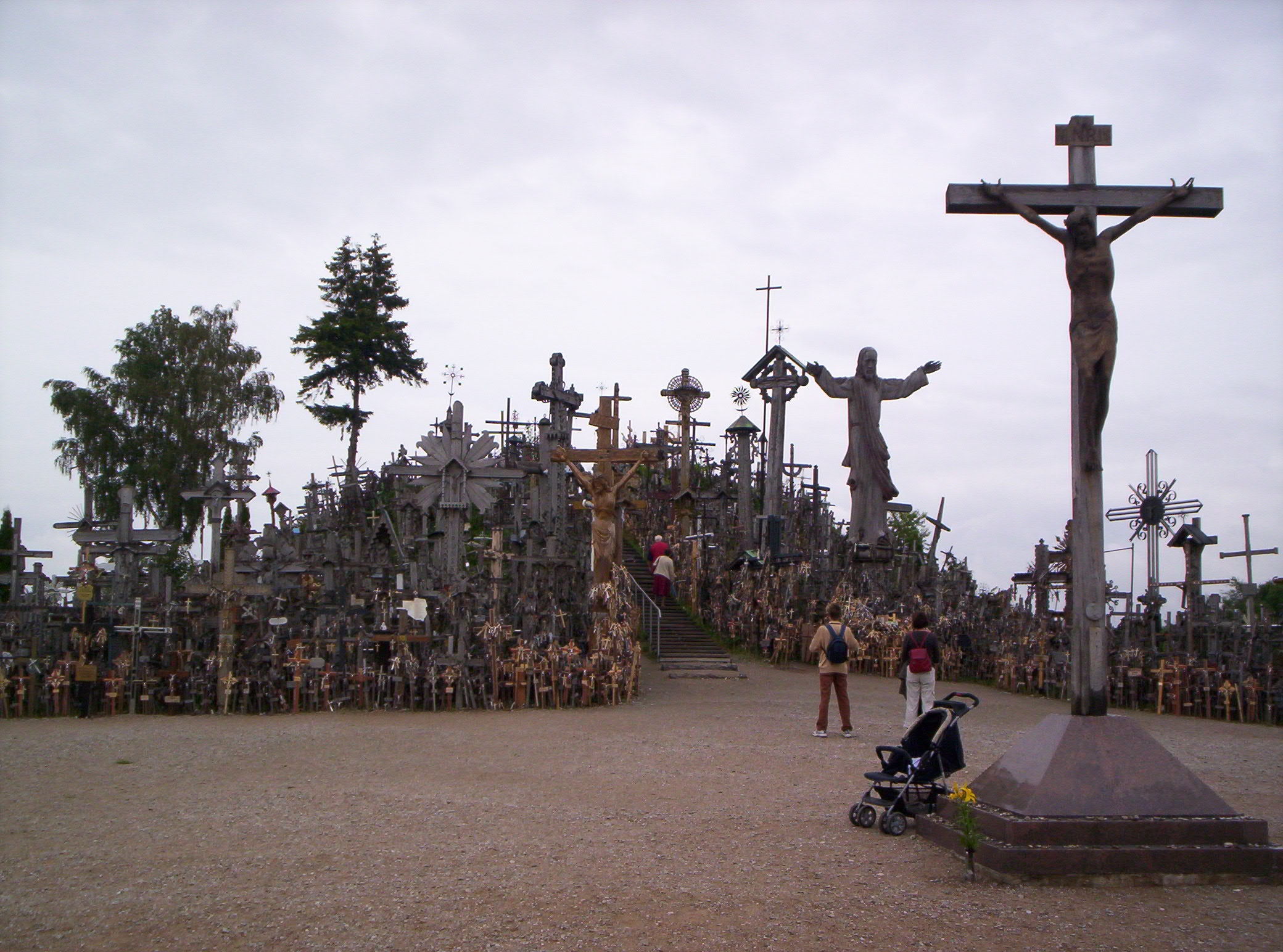
Zicht op de Kryžiu kalnas.

De Heuvel der Kruisen of Kruisheuvel (Litouws: Kryžiu kalnas) is een (inter)nationaal bedevaartsoord zo'n 12 km ten noorden van de stad Šiauliai, in de noordelijke regionen van Litouwen.
Exacte gegevens ontbreken, maar men neemt over het algemeen aan dat de eerste kruisen geplaatst werden op de voormalige Jurgaičiai of Domantai-verdedigingsheuvel, na de Novemberopstand (1830-1831). Door de eeuwen heen werden hier niet alleen kruisen geplaatst, maar ook grote crucifixen, gravures van Litouwse patriotten, beelden van de maagd Maria en duizenden kleine heiligenbeelden en gebedskettingen. Dit werd en wordt vandaag de dag nog steeds gedaan door katholieke pelgrims. Het precieze aantal kruisen op de heuvel is onbekend, maar het wordt geschat op 50.000, hoewel een bezoeker van de heuvel al snel uit zou gaan van meer dan een miljoen.

## Geschiedenis

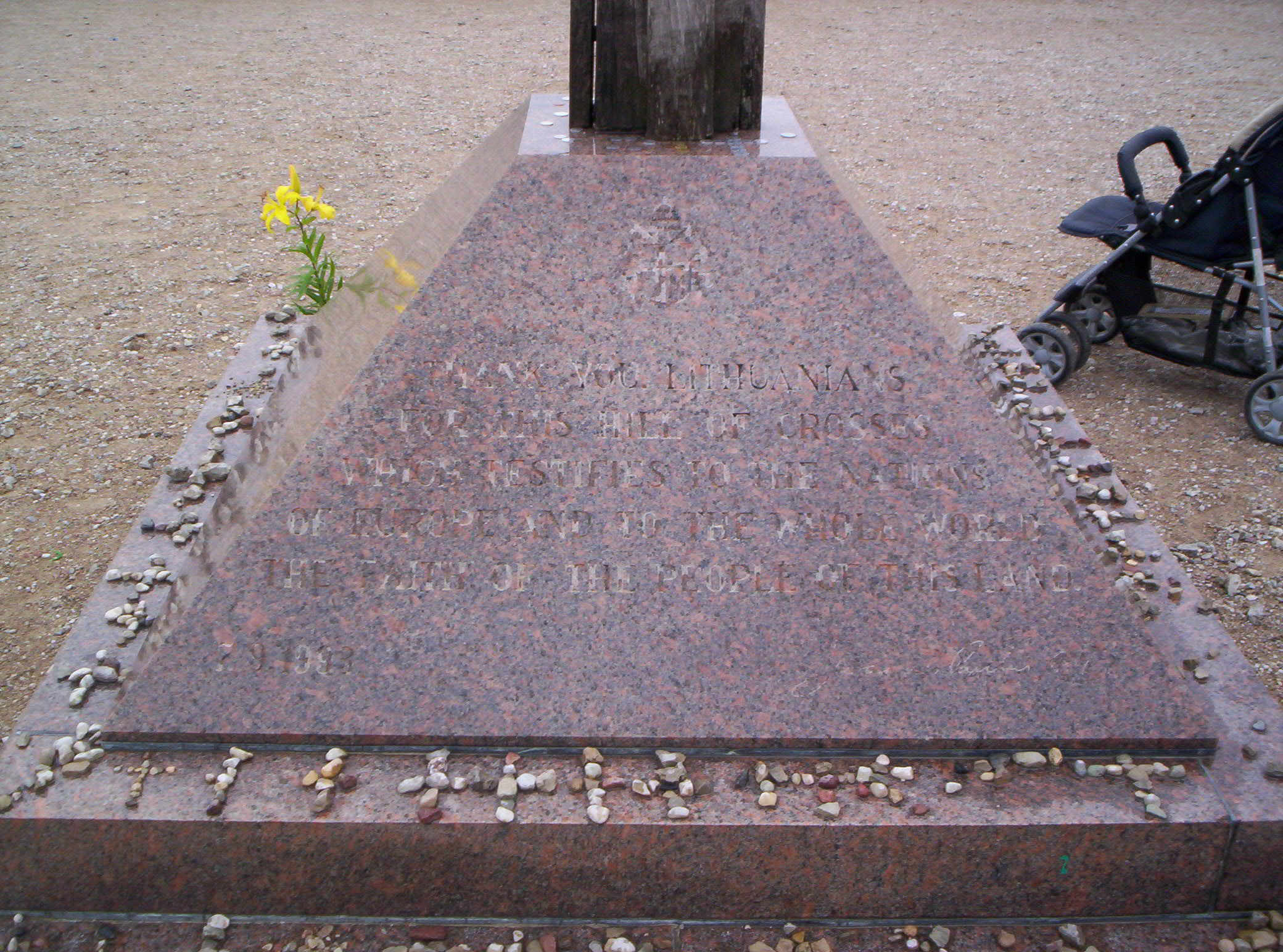
Een steen waar de woorden van paus Johannus Paulus II in gekerfd staan: Thank you, Lithuanians, for this Hill of Crosses which testifies to the nations of Europe and to the whole world the faith of the people of this land.

Naarmate de tijd verstreek is de heuvel een symbool geworden van de kracht van het Litouwse (katholieke) geloof, ondanks de vele bedreigingen die het heeft doorstaan. Na de Derde Poolse deling in 1795 werd Litouwen deel van Rusland.
De Polen en Litouwers hebben hierna twee keer zonder succes geprotesteerd tegen de Russen, tijdens de Novemberopstand (1830-1831) en de Januari-opstand (1863). Deze twee opstanden stonden in connectie met de geboorte van de Kryžiu kalnas: families konden de lichamen van gesneuvelde rebellen niet meer terugvinden en plaatsten daarom symbolische kruisen op de locatie van een voormalige verdedigingsheuvel.
Toen het oude politieke systeem van Oost-Europa in 1918 ophield te bestaan verklaarde Litouwen zich opnieuw onafhankelijk. In deze tijd werd de Kryžiu kalnas door de Litouwers gebruikt als plaats om te bidden voor vrede, om te bidden voor hun land en voor de geliefden die ze hadden verloren tijdens de Litouwse Onafhankelijkheidsoorlogen (1918, 1919 en 1920).
Tijdens de jaren 1944-1990 kreeg de Kryžiu kalnas een speciale betekenis, toen Litouwen werd bezet door de Sovjet-Unie. De Litouwers bleven naar de heuvel reizen om hem te vereren. Op die manier maakten ze duidelijk dat ze altijd trouw zouden blijven aan hun eigen identiteit, religie en erfgoed: het was een vorm van vreedzaam verzet. Ook al werkten de Sovjets hard om nieuwe kruisen te verwijderen en verdween de heuvel maar liefst drie keer onder Russische bulldozers, de kruisen bleven terugkomen. Er waren zelfs plannen gemaakt om een dam te bouwen op de nabijgelegen Kulvė rivier, zodat de heuvel onder water zou komen te staan.
Op 7 september 1993 bracht paus Johannes Paulus II een bezoek aan de Kruisheuvel en noemde de plaats 'een plek voor hoop, vrede, liefde en opoffering'.
Omdat de heuvel in niemands bevoegdheid rust, is iedereen vrij om er kruizen neer te zetten waar ze willen. Als resultaat daarvan is de heuvel een chaotisch aandoende plaats geworden.
| Aantal kruisen | Aantal kruisen          |
| -------------- | ----------------------- |
| 1900           | 130                     |
| 1902           | 155                     |
| 1922           | 50                      |
| 1938           | + 400                   |
| 1961           | 5000 kruisen vernietigd |
| 1975           | 1200 kruisen vernietigd |
| 1990           | + 55.000                |